# FreeWRT
FreeWRT war eine Linux-Distribution, die in eingebetteten Systemen wie WLAN-Geräten der Unternehmen Linksys und Asus eingesetzt wurde. Es handelte sich um eine Abspaltung des OpenWrt-Projekts. FreeWRT wird nicht mehr weiterentwickelt.
Das Projekt trägt den gleichen Namen wie ein anderes, inzwischen eingestelltes russisches Projekt, das die Sveasoft-Firmware kopierte und frei zugänglich machte.

## Ziele
Das FreeWRT-Projekt verfolgte etwas andere Ziele als das OpenWrt-Projekt. Ziel der FreeWRT-Entwickler war die Ausrichtung der Distribution auf professionellen Einsatz im Unternehmensumfeld. Der Fork des OpenWrt-Projekts entstand, um den jeweiligen Interessen und Fähigkeiten der FreeWrt-Entwickler Rechnung zu tragen und weil eine entsprechende Lösung innerhalb von OpenWrt aus ihrer Sicht nicht möglich war. Da zwei der Initiatoren BSD-Nutzer, beziehungsweise -Entwickler waren, hatte insbesondere die Umstellung auf ein Build-System, welches BSD-Ports ähnelte, hohe Priorität.
Die Entwickler widmeten sich vergleichsweise wenigen Modellen, u. a. spezialisierten sie sich auf die Unterstützung der Modelle der Produktfamilien Linksys WRT54G (L/S/3G), Asus WL500g (Deluxe/Premium) und Netgear WGT634u, dafür wurden diese Modelle jedoch umfassender unterstützt. Ein weiteres Ziel des Projektes war es, regelmäßig stabile Versionen zu veröffentlichen, die aktuelle, gut ausgestattete Hardware unterstützten. Zum professionellen Konzept gehörte es auch den Kontakt zu den Hardwareherstellern zu pflegen, um dort Einfluss auf die Produktentwicklung zu nehmen.

## Geschichte
Da Linksys für deren Router das unter der GNU General Public License im Quelltext frei verfügbare Linux nutzt und modifiziert, bestand gemäß dieser Lizenz ebenfalls die Verpflichtung, die Firmware wiederum frei zu veröffentlichen. Dadurch war es möglich, das Betriebssystem des Routers zu modifizieren, weiterzuentwickeln und als OpenWrt/FreeWRT zu veröffentlichen.

## Besonderheiten
Die FreeWRT-Distribution erlaubte eine Handhabung, wie sie für Linux-Systeme typisch ist. Damit können auf WLAN-Geräten auch nicht vom Hersteller vorgesehene Funktionen genutzt werden. Die Konfiguration erfolgte über SSH. Durch eine Kooperation mit dem Tntnet-Projekt waren die ersten Konzepte für ein modulares und effizientes Webinterface fertiggestellt. In der Version FreeWRT 1.1 sollte es die ersten Ansätze für Webinterface Frameworks (C++/PHP) geben.
Auf der Projekthomepage war es zudem möglich, sich online eine individuelle Softwarekonfiguration zu bauen, welche dann automatisiert erstellt und als Paket zum Herunterladen angeboten wurde.